# Eichwerder (Wriezen)

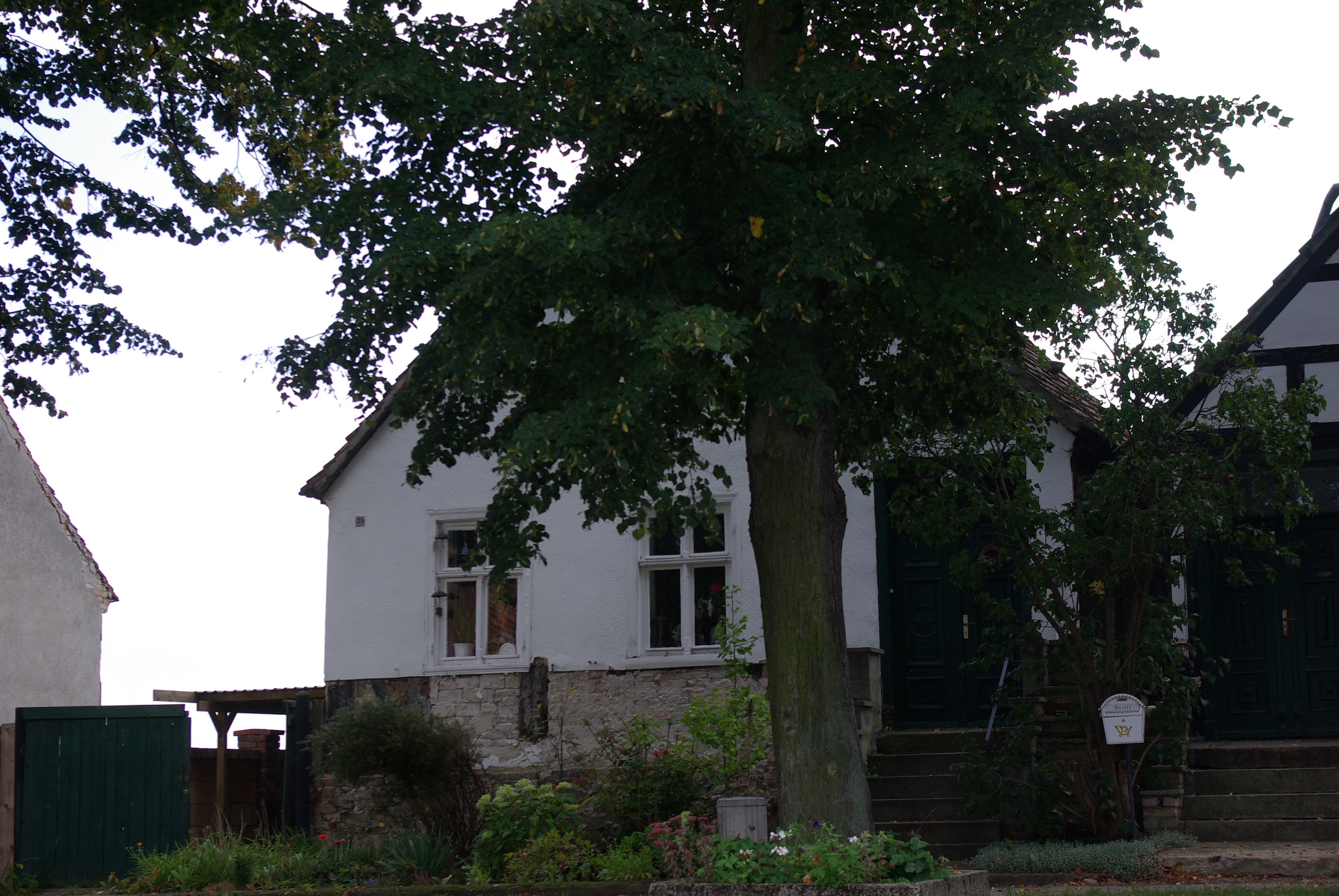
Denkmalgeschütztes Haus eines Kleinkolonisten Eichwerder 31

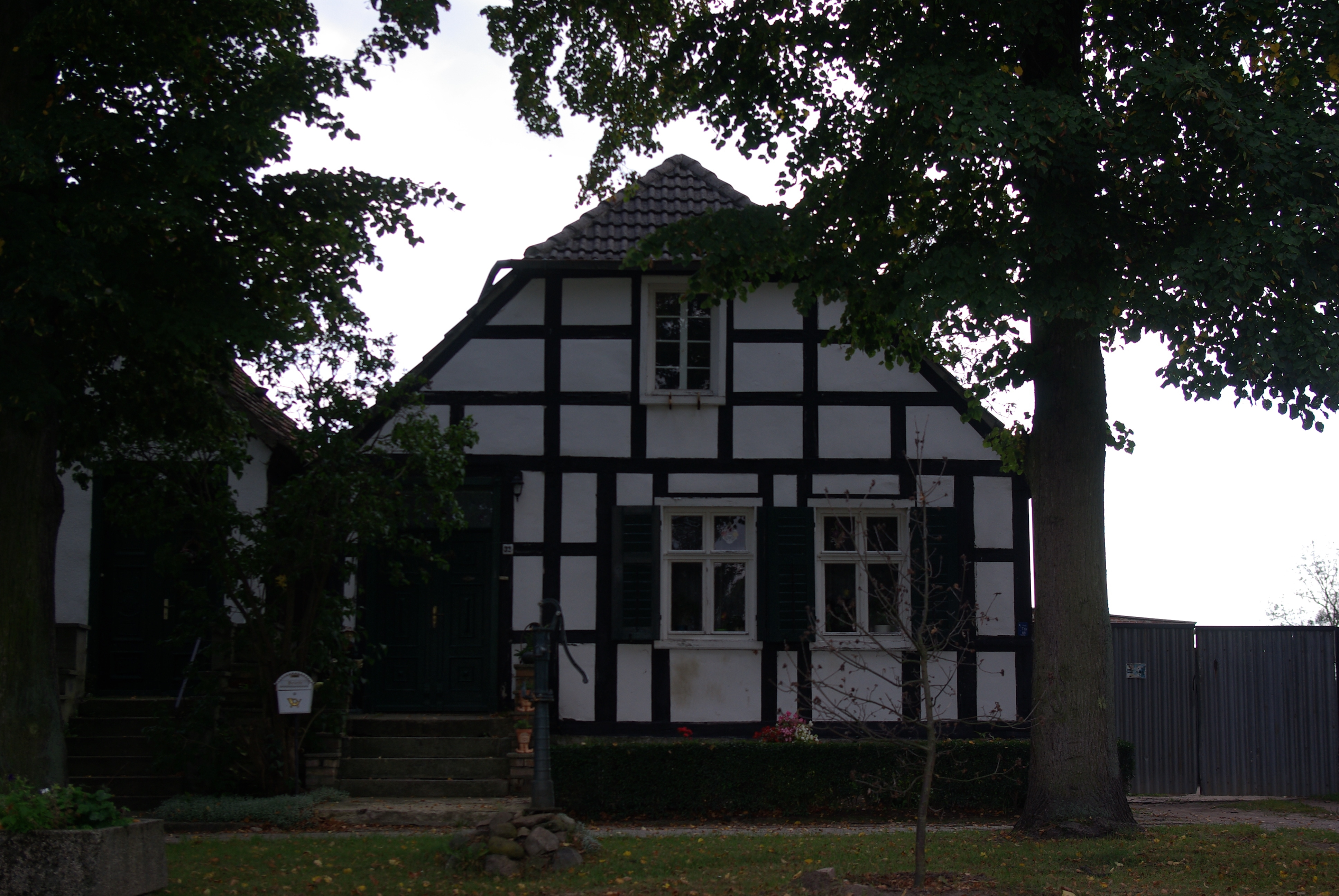
Denkmalgeschütztes Haus Eichwerder 32

Eichwerder ist ein Ortsteil der Stadt Wriezen im Landkreis Märkisch-Oderland (Brandenburg). Das Dorf wurde vor 1756 im Zuge der Trockenlegung des Oderbruchs angelegt und war bis zur Eingemeindung in die Stadt Wriezen 1997 eine selbstständige Gemeinde.

## Geographische Lage
Eichwerder liegt etwa 3,5 Kilometer östlich von Wriezen. Der Ort grenzt im Norden an Altwriezen/Beauregard, im Osten und Südosten an Alttrebbin, im Süden an Bliesdorf und im Westen an die Stadt Wriezen. Durch den Ort führt die Landesstraße 33.
Naturräumlich liegt Eichwerder auf einer kleinen Erhebung im Oderbruch. Im Nordwesten bildet die Alte Oder die Gemarkungsgrenze. Eichwerder liegt auf 7 m ü. NHN.

## Geschichte
Die hier geschilderte Geschichte beschränkt sich im Wesentlichen auf den Kernort Eichwerder. Für die Geschichte der Gemeindeteile Jäckelsbruch und Thöringswerder siehe dort.
Eichwerder wurde bis 1756 im Zuge der Trockenlegung des Oderbruchs angelegt. Nach der Dorfstruktur ist Eichwerder ein Straßendorf, dessen zentrale Straße Teil der Landesstraße L 33 ist. Der Name ist ein Flurname, der auf das Dorf übertragen wurde. So wurde bereits 1704 der Eich Werder in einer Freienwalder Urkunde erwähnt. Der zweite Namensbestandteil weist auf eine flache Erhebung im Oderbruch hin. Die Gemarkung war allerdings schon in vorgeschichtlicher Zeit besiedelt.

### Vorgeschichte
Bei Straßenbauarbeiten an der Landesstraße 33 wurden im Juli 2016 im Zentrum des Straßendorfes neben dem alten Konsum Holzkohle, Knochen und Scherben gefunden. Bei archäologischen Grabungen 2016–2017 unter der Leitung von Blandine Wittkopp wurden in 820 Befundstellen in vier Ebenen unterschiedlicher Epochen mehr als 30.000 Fundstücke geborgen. In einer jungsteinzeitlichen Totenhütte lag das Skelett eines etwa 1,10 m großen ungefähr 18-jährigen Mannes. Grabbeigaben waren steinerne Pfeilspitzen, ein Tonbecher aus Schnurkeramik und ein Steinbeil. Mehrere Schmuckfunde lassen auf eine höhere gesellschaftliche Stellung des Bestatteten schließen. Das könnte mit den elf gefundenen Öfen zusammen hängen. In einigen wurde Keramik hergestellt, in anderen Metall geschmolzen. Überraschend war der Fund von Salzöfen. Da es im Oderbruch keine Solequellen gab, wird vermutet, dass das in jener Zeit äußerst wertvolle Salz aus Pflanzen gewonnen wurde.

### Besitzgeschichte
Der brandenburgische Hof-, Kammer- und Kirchenrat Karl Philipp Mentzel (1703–1756) erwarb 1748 1/3 der Gemarkung von Altwriezen. Mit dem Kauf wurde Mentzel verpflichtet, 33 Familien im Oderbruch anzusiedeln. Als Ort des neuen Dorfes hatte er den Eichwerder bestimmt. Aus Geldnot ging die Ansiedlung nur langsam voran, obwohl er von Friedrich dem Großen zur Durchführung des Besiedlungsprojekts 28.953 Taler, 5 Silbergroschen und 5 Pfennige als Kredit erhalten hatte. Bei seinem Tod Anfang 1756 waren zwar die Häuser der Kolonisten bis auf ein Haus eines Kleinkolonisten fertig gestellte, aber er hatte erst 7 Kolonisten zur Ansiedlung gewinnen können. Seine Erben verkauften Eichwerder am 7. August 1757 in Bausch und Bogen an den Amtmann Carl Friedrich Suchland auf Harnekop, der die Ansiedlung zu Ende brachte. Gleichzeitig entstand ein Rittergut mit 109 Morgen. Suchland behielt Eichwerder aber nur wenige Jahre und tauschte es 1763 mit Hauptmann Wolfgang Christian von Schmalenberg (auch Schmallenberg/Schmahlenberg geschrieben) gegen einen Gutsanteil im Dorf Rohrbeck im Landkreis Königsberg Nm. in der Neumark. Der Wert von Eichwerder überstieg aber den Wert des Gutsanteils in Rohrbeck, sodass Schmalenberg noch 2.500 Taler dazu zahlen musste. Außerdem übernahm er die noch auf Eichwerder lastende Restschuld an die Landschaftskasse von 6953 Talern. Von 1796 datiert das Testament des Wolfgang Christian von Schmalenberg. Schmalenberg verkaufte am 22. August/2. September 1802 Eichwerder um 36.000 Taler an den ehemaligen Schulzen von Heinrichsdorf Jacob Schwartz, der es zu Johanni 1803 übernahm. Schmalenberg hatte schon vorher das väterliche Gut Blumberg im Landsberger Kreis (heute Mościce, Gmina Witnica, Powiat Gorzowski, Polen) übernommen. Schwartz überließ Eichwerder in einem Tausch-Kauf am 2. Juli 1804 dem Georg(e) Wilhelm Kuntze (1776–1864) aus Neukietz, der Schwartz dafür sein Gut in Neukietz überließ. Das Kaufgeld für Eichwerder betrug 50.400 Taler. Dem standen 21.000 Taler an Wert für das Kuntze’sche 90-Morgen Gut in Neukietz gegenüber, sodass Kuntze noch 29.400 Taler darauf legen musste. Kuntze war mit Johanna Sophie Lehmann verheiratet, mit der er mehrere Kinder hatte, darunter August Bernhard Kuntze und Moritz Kuntze (s. u.). 1812 richtete Kuntze eine Brennerei auf dem Gut ein, die 1818 noch erweitert wurde. 1829 betrieb er auch eine Ziegelei am Weg nach Beauregard. Er ließ sich 1826 das herrschaftliche Wohnhaus errichten. Georg Wilhelm Kuntze starb am 3. Juni 1864 im Alter von 90 Jahren in Eichwerder.
Bereits vor 1853 hatte der jüngste Sohn Moritz Kuntze (1819–1880) die Bewirtschaftung des Gutes Eichwerder übernommen. 1853 wurde die herrschaftlichen Grundlasten der Eichwerderer Einwohner mit 15.405 Talern, 27 Groschen und 9⅓ Pfennigen abgelöst. Der Gutsbezirk umfasste 1860 269 Morgen, davon waren 4 Morgen Gehöfte und 265 Morgen Acker. Moritz Kuntze wurde nach der Einführung der Amtsbezirke in der Provinz Brandenburg in den Jahren 1872/74 Amtsvorsteher des Amtsbezirks Nr. 23 Altwriezen des Kreises Oberbarnim. 1879 ist das Gut Eichwerder unter den nicht kreistagsfähigen Gütern aufgeführt. Es hatte damals ein Größe von 32 ha, davon 30 ha Acker, 1 ha Wiese und 1 ha Weide. Der Grundsteuerreinertrag war mit 1827 Mark beziffert. 1880 ist Moritz Kuntze verstorben.
1884 wurde das Gut an Paul Milder/Müler verkauft, der es aber bereits 1890 an einen Leutnant Mehlhausen weiter veräußerte. Auch dieser behielt das Gut Eichwerder nur wenige Jahre und verkaufte es 1894 an Ulrich Gad (1869–1933). Die Größe des Gutes ist nun aber mit 69,86 ha angegeben, davon waren 67,86 ha Acker und 2 ha Wiese. Der Grundsteuerreinertrag ist mit 11186 Mark angegeben. Auch 1907 ist als Besitzer des Gutes Eichwerder Ulrich Gad genannt. Die Größe ist nun mit 70,5 ha angegeben, davon waren 68 ha Acker und 2,5 ha Wiesen. Der Grundsteuerreintrag ist nun stark reduziert auf 3802 Mark. Erstmals ist auch eine Baumschule mit 1 ha Größe erwähnt. Ulrich Gad ist bis 1913 Besitzer des Gutes Eichwerder.
1913 folgte dann Otto Brandes. Das Gut hatte nun eine Größe von 100 ha, davon 93 ha Acker, 3,5 ha Wiesen, 0,3 ha Holzung und 3,2 ha Unland/Hofland etc. Der Grundsteuerreinertrag war auf 5642 Mark festgesetzt. Der Viehstand war: 12 Pferde, 40 Stück Rindvieh, davon 22 Milchkühe und 8 Schweine. Hinzu kam noch eine 1 ha große Baumschule. Ihm gehörte das Gut auch noch 1929, bzw. 1939. Brandes war damals außerdem Bürgermeister von Eichwerder. 1929 hatte er auch das Nachbargut Jäckelsbruch gepachtet.

### Kommunale Geschichte
Das Dorf wurde in den Jahren 1755/56 aufgebaut, 1756 waren die Häuser für die Kolonisten fertig. Im Jahre 1767 gab es hier 10 Großkolonisten und 23 Kleinkolonisten. 1779 tauschte die Gemeinde 1 Morgen 60 Quadratruten mit der Gutsherrschaft und errichtete auf diesem Areal (an der Straße nach Jäckelsbruch) ein kombiniertes Hirten- und Schulhaus sowie einen Friedhof. Am 17. März 1780 wurde in Eichwerder August Crelle als Sohn eines Deichinspektors geboren. Im Ort steht ein Gedenkstein für ihn. 1791 wohnten 10 Bauern, 22 Halbbauern, 6 Hausleute oder Einlieger und ein Müller im Ort. Es gab 36 Feuerstellen.
Friedrich Wilhelm Bratring beschreibt den Ort 1801: Eichenwerder (sic!) Koloniedorf 10 Ganzbauern, 22 Ganzkossäten, 5 Einlieger, Krug, Windmühle. Im Ort gab es 34 Feuerstellen mit 159 Einwohnern. 1817 war die Einwohnerzahl schon auf 252 Personen angestiegen. 1834 wurde die Strecke zwischen Wriezen und Eichwerder chaussiert. 1840 standen bereits 37 Wohnhäuser in Eichwerder, die Einwohnerzahl war weiter auf 313 Personen gestiegen. 1852 wurden die Reallasten der Kolonisten an den Gutsherrn in Eichwerder abgelöst. Bis 1858 hatte sich neben dem Gutsbezirk der rechtlich getrennte Gemeindebezirk herausgebildet. Der Gemeindebezirk umfasste 1858 685 Morgen, davon 18 Morgen Gehöfte, 635 Morgen Acker und 35 Morgen Wiese. Im Gemeindebezirk wohnten 221 Einwohner in 33 Wohngebäuden. Hinzu kamen im Gemeindebezirk 61 Wirtschaftsgebäude, darunter eine (Wind-)Getreidemühle. Den Gemeindemitgliedern gehörten immerhin 57 Pferde, 127 Stück Rindvieh und 24 Schafe. Der Gutsbezirk umfasste 265 Morgen, davon 4 Morgen Gehöfte. Im Gutsbezirk standen drei Wohngebäude, in denen 82 Personen wohnten. Hinzu kamen 12 Wirtschaftsgebäude. Der Gutsbetrieb hielt 12 Pferde, 22 Stück Milchvieh und 1 Schaf. Zum Gemeindebezirk Eichwerder gehörte nun auch Thöringswerder. Im Jahre 1863 wurde das Schulgebäude anstelle eines älteren Gebäudes errichtet. Das Gebäude diente damals auch als Bethaus. 1867 wurde in Thöringswerder eine Zuckerfabrik eingerichtet.
1871 gab es im Gemeindebezirk Eichwerder 35 Wohnhäuser und 284 Einwohner. Im Gutsbezirk Eichwerder standen 5 Wohngebäude, in denen 61 Personen lebten. 1900 wurden im Gemeindebezirk 43 Häuser, im Gutsbezirk 2 Häuser gezählt. 1900 hatte Eichwerder einen Kriegerverein, der in diesem Jahr seine Fahne erhielt. 1914 gab es im Ort bereits eine Öffentliche Fernsprechstelle. 1922 wurde das Gefallenendenkmal aufgestellt. 1926 hatte Eichwerder bereits ein Freiwillige Feuerwehr.
1939 hatte die Gemeinde eine Größe von 499 ha und 407 Einwohner. Es gab einen landwirtschaftlichen Betrieb über 100 ha, 5 Betriebe mit einer Größe von 20 bis 100 ha, 15 Betriebe von 10 bis 20 ha, 4 Betriebe von 5 bis 10 ha und 9 Klein- und Kleinstbetriebe von 0,5 bis 5 ha.
In der Bodenreform von 1946 wurden nur 7 ha an 3 landarme Bauern und 2 ha an einen Kleinpächter umverteilt. Die erste LPG entstand schon 1954, eine zweite LPG vom Typ III 1959.
1960 hatte die LPG Typ III 58 Mitglieder und 415 ha landwirtschaftliche Nutzfläche. Die LPG Typ I hatte 18 Mitglieder und bewirtschaftete 109 ha landwirtschaftliche Nutzfläche. Sie wurde nur wenig später an die LPG Typ III angeschlossen. 1976 wurde die LPG Eichwerder mit der LPG Beauregard vereinigt. 1969 betrieb der VEB Zuckerkombinat Oderland die Zuckerfabrik in Thöringswerder.

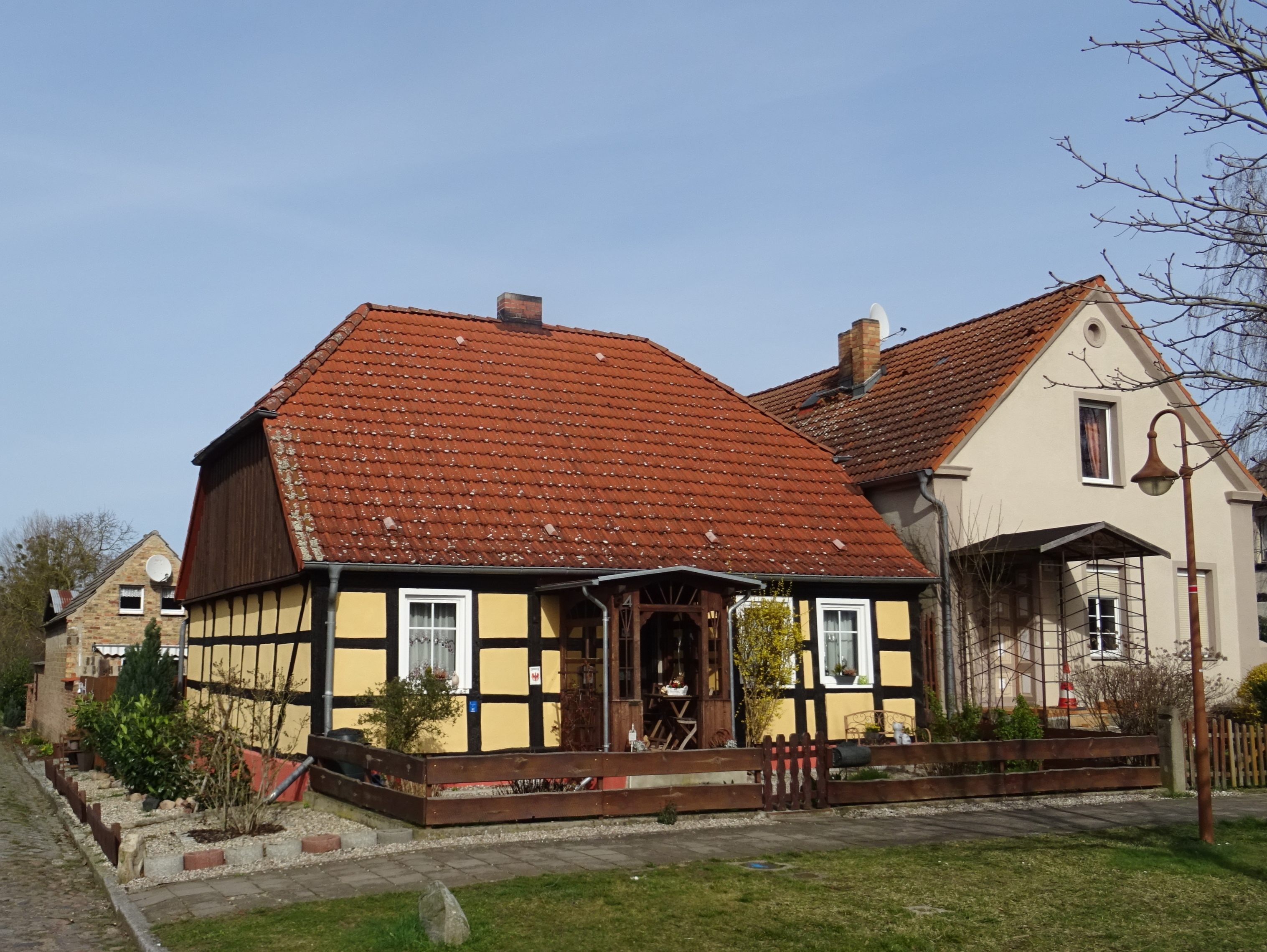
Denkmalgeschütztes Kleinkolonistenhaus Eichwerder 4

### Kommunale Zugehörigkeit
1856 wurde das bisher gemeindefreie Vorwerk Thöringswerder in den Gemeindebezirk Eichwerder inkorporiert. 1928 wurden der Gemeindebezirk und der Gutsbezirk Jäckelsbruch in die Gemeinde Eichwerder eingegliedert. Bemerkenswerterweise wurde die Gemarkung Jäckelsbruch nicht mit der Gemarkung Eichwerder vereinigt. Bis zum Jahre 1952 gehörte Eichwerder zum Kreis Oberbarnim, danach zum Kreis Bad Freienwalde im Bezirk Frankfurt (Oder). Der Kreis Bad Freienwalde wurde 1993 zusammen mit den Landkreisen Seelow, Strausberg und Teilen des Landkreises Fürstenwalde zum Landkreis Märkisch-Oderland vereinigt.
Nach der Wende und Bildung des Landes Brandenburg wurden Ämter gebildet, die die Verwaltungsaufgaben der vielen kleinen Amtsgemeinden wahrnahmen. Eichwerder hatte sich mit vier anderen Gemeinden und der Stadt Wriezen zum Amt Wriezen zusammengeschlossen. Bereits zum 31. Dezember 1997 wurde das Amt Wriezen aufgelöst, und die amtsangehörigen Gemeinden wurden in die Stadt Wriezen eingemeindet. Seither ist Eichwerder ein Ortsteil der Stadt Wriezen mit den bewohnten Gemeindeteilen Jäckelsbruch und Thöringswerder. Im Ortsteil Eichwerder vertritt ein Ortsvorsteher die Belange des Ortsteils.

## Einwohnerentwicklung (inkl. Thöringswerder)
| Jahr      | 1791 | 1801 | 1817 | 1840 | 1858 | 1871 | 1885 | 1895 | 1910 | 1925 | 1939 | 1946 | 1950 | 1964 | 1971 | 1981 | 1991 | 2019 |
| Einwohner | 170  | 159  | 252  | 313  | 303  | 345  | 334  | 331  | 417  | 425  | 383  | 724  | 634  | 505  | 480  | 426  | 381  | 293  |

Quellen:

## Eichwerderer Windmühle
Die Eichwerderer Windmühle lag ein paar Zehnermeter östlich des östlichen Ortsausgangs südlich und dicht an der L 33 nach Thöringswerder und Altlewin, heute gegenüber dem Sackgassenende von Eichwerder 24. Die Windmühle wurde bereits mit der Anlage des Dorfes errichtet. Hubert Otto will schon 1750 einen Ludwig Koch, Windmüller in Eichwerder nachgewiesen haben. Woher diese Angabe stammt ließ sich nicht ermitteln.
1769 und 1784 ist Friedrich Korge Windmüller in Eichwerder. 1784 ist dieser Friedrich Korge Mitglied in der Wriezener Müllerinnung. Nach Schmidt soll (Christian) Friedrich Korge die Mühle 1784 erworben haben. Es ist also wahrscheinlich, dass der 1769 genannte Friedrich Korge und der 1784 genannte (Christian) Friedrich Korge Vater und Sohn waren. 1801 erwähnt Friedrich Wilhelm Bratring die Windmühle in Eichwerder, jedoch ohne weitere Angaben. Das Verzeichnis der Wriezener Müllerinnung von 1802 führt den Besitzer der Eichwerderer Bockwindmühle als Korrick auf, sicher eine Verballhornung von Korge. Ab 1820 war Mühlenmeister August Korge Besitzer der Eichwerderer Windmühle. 1824 wurde dem diesem Mühlenmeister Korge in Eichwerder ein siebenjähriger Wallach (Apfelschimmel) aus dem Stall gestohlen. 1842 starb August Korge 63 Jahre alt. 1847 boten seine Erben die Bockwindmühle mit Wohnhaus, Scheune, Stall und 10½ Morgen Erbzinsland, geschätzt auf 3252 Taler 10 Silbergroschen zum Verkauf an. Der Käufer dürfte bereits Mühlenmeister Eduard Draeger gewesen sein, der 1852 die grundherrlichen Abgaben der Mühle (Naturalpacht 1½ Wispel Roggen, Erbzins 1 Taler 15 Groschen, Grundpacht 3 Groschen 9 Pfennige) mit 23 Talern in bar ablöste.
1873 war die Eichwerderer Bockwindmühle in den Besitz des Mühlenmeisters Heinrich Becker gekommen. Im Juli 1924 brannte die Bockwindmühle ab; sie wurde nicht wieder aufgebaut. Der damalige Besitzer F. Becker errichtete 1925 ein neues dreistöckiges Mühlengebäude am östlichen Ortsausgang von Eichwerder. 1935 besaß Ernst Becker die Eichwerderer Motormühle. 1936 verstarb Ernst Becker völlig unerwartet. Seine Witwe verkaufte die Motormühle mit Wohnhaus und Grundstück an Herbert Zabel, der noch 26 Morgen Ackerland dazu pachtete. Im Wohnhaus richtete er außerdem eine Bäckerei ein. Die Mühle und das Wohnhaus überstanden die Kämpfe zum Ende des Zweiten Weltkriegs mit nur geringen Schäden. Die Familie Zabel konnte den Mahlbetrieb und die Bäckerei bereits 1945 weiterführen. Herbert Zabel wurde auf Grund von einer Denunzierung interniert und kam erst 1948 wieder frei. Seine Frau führte die Mühle mit Hilfe eines angestellten Müllermeisters weiter. 1947 verpachtete sie aber die Bäckerei, die nach Ablauf des Pachtvertrags 1963 geschlossen wurde. 1960 mussten Herbert und sein Sohn Gerhard Zabel der örtlichen LPG beitreten. Nun wurden nur noch Futtermittel für die örtliche LPG produziert. 1973 wurde das Mischfutterwerk in Wriezen in Betrieb genommen und machte die Mühle in Eichwerder überflüssig. Der Seniormüller betrieb die Mühle noch bis 1985 und bis ins hohe Alter, zuletzt nur noch aus Liebhaberei. Das Mühlengebäude wurde danach zu Wohnungen umgebaut.

### Mühlenmeister und Müller (Übersicht)
- um 1750 Ludwig Koch[34]
- 1769 bis? Friedrich Korge
- 1784 (Christian) Friedrich Korge[35][36]
- 1802 Korrick (Verballhornung von Korge)[36]
- 1820 bis 1842 (†) Mühlenmeister August Korge[37]
- 1842 bis 1847 Mühlenmeister Korgosche Erben[38]
- (1847?) bis 1852 Eduard Draeger[8]
- 1873 Heinrich Becker[8]
- 1925 F. Becker[8]
- (1935) bis 1936 Ernst Becker[40][41]
- 1936 Herbert Zabel
- bis 1960 Herbert und Gerhard Zabel
- 1960 LPG Eichwerder

## Denkmalgeschützte Gebäude
Die ursprüngliche Dorfstruktur (Straßendorf!) von Eichwerder ist noch gut erkennbar. Die Denkmalliste des Landes Brandenburg für den Landkreis Märkisch-Oderland enthält folgende denkmalgeschützte Objekte (nur Eichwerder ohne Gemeindeteile).
- Nr. 09181443 auf dem Friedhof: Grabanlage der Gutsbesitzerfamilie Kuntze,
- Nr. 09181032 Eichwerder 4: Hofanlage mit Wohnhaus und Stallscheune
- 09180420 Eichwerder 31: Die Hofanlage ist der typische Hof eines Kleinkolonisten. Ein Hof eines Kleinkolonisten hatte damals typischerweise zehn Morgen. Das Haus, ein giebelständiger Fachwerkbau mit Krüppelwalmdach, wurde 1812 wurde an Stelle eines Vorgängerbaues erbaut. Der dazugehörige Stall wurde 1919 errichtet.
- Nr. 09180793 Eichwerder 32: Die Hofanlage wurde ebenso 1812 erbaut. Auch dieses Haus ist ein Fachwerkhaus mit Krüppelwalmdach, und es ist giebelständig. Im Inneren befand sich eine Schwarze Küche.

## Schulzen, Ortsvorsteher und Bürgermeister
- 1769 Christian Kietzer, Schulze[35]
- 1907 bis 1918 Heufelder, Gemeindevorsteher[43][44]
- 1920 bis 1923 Krugler, Gemeindevorsteher[45][46]
- 1924 bis 1930 Strache, Gemeindevorsteher[47][48]
- 1931 Meseke, Gemeindevorsteher[49]
- 1933 bis 1939 Otto Brandes, Bürgermeister[50][21]

## Personen aus Eichwerder
- August Crelle (1780–1855), Mathematiker, Architekt und Ingenieur, wurde in Eichwerder geboren.
- August Bernhard Kuntze (1814–1899), Gutsbesitzer und preußischer Landschaftsrat, in Eichwerder geboren.
- Horst Engelhardt (1951–2014), Bildhauer, hat in Eichwerder gelebt und gearbeitet und ist hier gestorben.